# Ruslan Nasibulin
Ruslan Nasibulin, né le 2 mars 1981 à Verkhotourié, est un escrimeur russe pratiquant le fleuret.  Il connaît son heure de gloire en 2004 en remportant la médaille de bronze par équipes aux Jeux olympiques d'été de 2004.

## Palmarès
- Jeux olympiques
  -  Médaille de bronze au fleuret par équipe aux Jeux olympiques de 2004 à Athènes[1]

- Championnats d'Europe
  -  Médaille de bronze au fleuret par équipe aux Championnats d'Europe d'escrime 2003
  -  Médaille d'or au fleuret par équipe aux Championnats d'Europe d'escrime 2004